# Pingpong (film)
Pingpong è un film del 2006 diretto da Matthias Luthardt.

## Trama
Dopo il suicidio del padre il sedicenne Paul va a vivere a casa degli zii Stephan e Anna. Ben presto Anna comprende che il nipote è attratto sessualmente da lei e la donna, che da tempo conduce una vita infelice, non ci metterà molto a cedere alle sue avances.